# بورووسی
بورووسی (به لاتین: Borovtsi) یک منطقهٔ مسکونی در بلغارستان است که در شهرستان برکوویتسا واقع شده‌است.